# Contea di Deuel (Nebraska)
La contea di Deuel (in inglese Deuel County) è una contea dello Stato del Nebraska, negli Stati Uniti. La popolazione al censimento del 2000 era di 2 098 abitanti. Il capoluogo di contea è Chappell.